# کلوئه سائوورل
کلوئه ماری هلن سائوورل (فرانسوی: Chloe Marie Helene Sauvourel‎؛ زادهٔ ۱۸ ژوئن ۲۰۰۰) شناگر زن اهل جمهوری آفریقای مرکزی است که در بازی‌های المپیک تابستانی ۲۰۱۶ و مسابقات جهانی ورزش‌های آبی ۲۰۱۵ رقابت نموده است. سائوورل پرچم‌دار کاروان آفریقای مرکزی در بازی‌های المپیک تابستانی ۲۰۱۶ بود.